# Ô nhiễm cadimi ở Quảng Tây 2012
Ô nhiễm cadmi ở Quảng Tây 2012 (tiếng Anh: 2012 Guangxi cadmium spill, tiếng Trung giản thể: 广西镉污染事件, bính âm: Guǎngxī gé wūrǎn shìjiàn) xảy ra vào đầu tháng 1 năm 2012 khi chất độc cadmi gây ô nhiễm nguồn nước sông Long Giang (龙 江河), tỉnh Quảng Tây, Trung Quốc.

## Diễn biến
Chính quyền Hà Trì ước tính có hơn 40.000 kg cá đã chết từ ngày 15 tháng 1 đến ngày 2 tháng 2 trong phạm vi thành phố. Sự cố ô nhiễm Cadmi do công ty khai thác mỏ Diên Hà (沿河 兩岸 工廠) gây ra. Sự cố được ước tính là vượt ngưỡng 80 lần so với giới hạn, theo tuyên bố của ông Phương Chân Niên, một quan chức thuộc cơ quan bảo vệ môi trường địa phương 
Sự ô nhiễm kéo dài hơn 100 km dọc theo sông Long Giang đến trạm thủy điện Nuomitan, cách Liễu Châu 57 km về phía thượng lưu, với mức cadmi gấp 5 lần tiêu chuẩn quốc gia. Trong một tháng, 20 tấn kim loại cadmi độc hại đã đổ vào sông.

## Ảnh hưởng
Chính phủ đã ngưng cung cấp nước máy cho thành phố Liễu Châu, ảnh hưởng tới sinh hoạt của 3,7 triệu người dân. Bảy giám đốc điều hành công ty có trách nhiệm về sự ô nhiễm đã bị giam giữ. Bảy quan chức chính phủ đã bị sa thải, trong đó có hai người bị kết án vì sự cố. Theo các quan chức chính quyền địa phương, tình trạng ô nhiễm được kiểm soát sau hai tuần dọn dẹp. Ngay sau vụ tràn, cư dân của thành phố Liễu Châu vào siêu thị mua nước đóng chai vì nỗi sợ ô nhiễm. Nhiều nhà khoa học nghiên cứu biện pháp để thanh lọc dòng sông, dù đang nằm viện vì nhiễm bẩn.
Theo các chuyên gia, hơn 60% hàm lượng cadmi ở sông Long Giang ở Hà Trì đã được làm loãng. Quảng Đông, Ma Cao và Hồng Kông được cho là không bị ảnh hưởng. Các nhà môi trường Trung Quốc đang kêu gọi thành lập quỹ Cadmi để bù đắp thiệt hại lâu dài của sự cố tràn dầu, theo Trung Hoa Nhật Báo.. Mã Quân, một nhà hoạt động vì môi trường Trung Quốc nổi tiếng và là giám đốc của Viện Các vấn đề Công cộng và Môi trường, nói: "Sự cố môi trường này đã làm thúc đẩy sự minh bạch ở Trung Quốc".